# نومفور
نومفور (انگلیسی: Numfor) یکی از جزایر اسخاوتن (جزایر بیاک) در استان پاپوآ در گینه نو غربی، شمال شرق اندونزی است. 
این جزیره محل درگیری بین نیروهای ژاپنی و متفقین در طول جنگ جهانی دوم بود و پایگاه هوایی اصلی برای هر دو طرف به‌شمار می‌آمد.